# آلة إنتاج الصحون

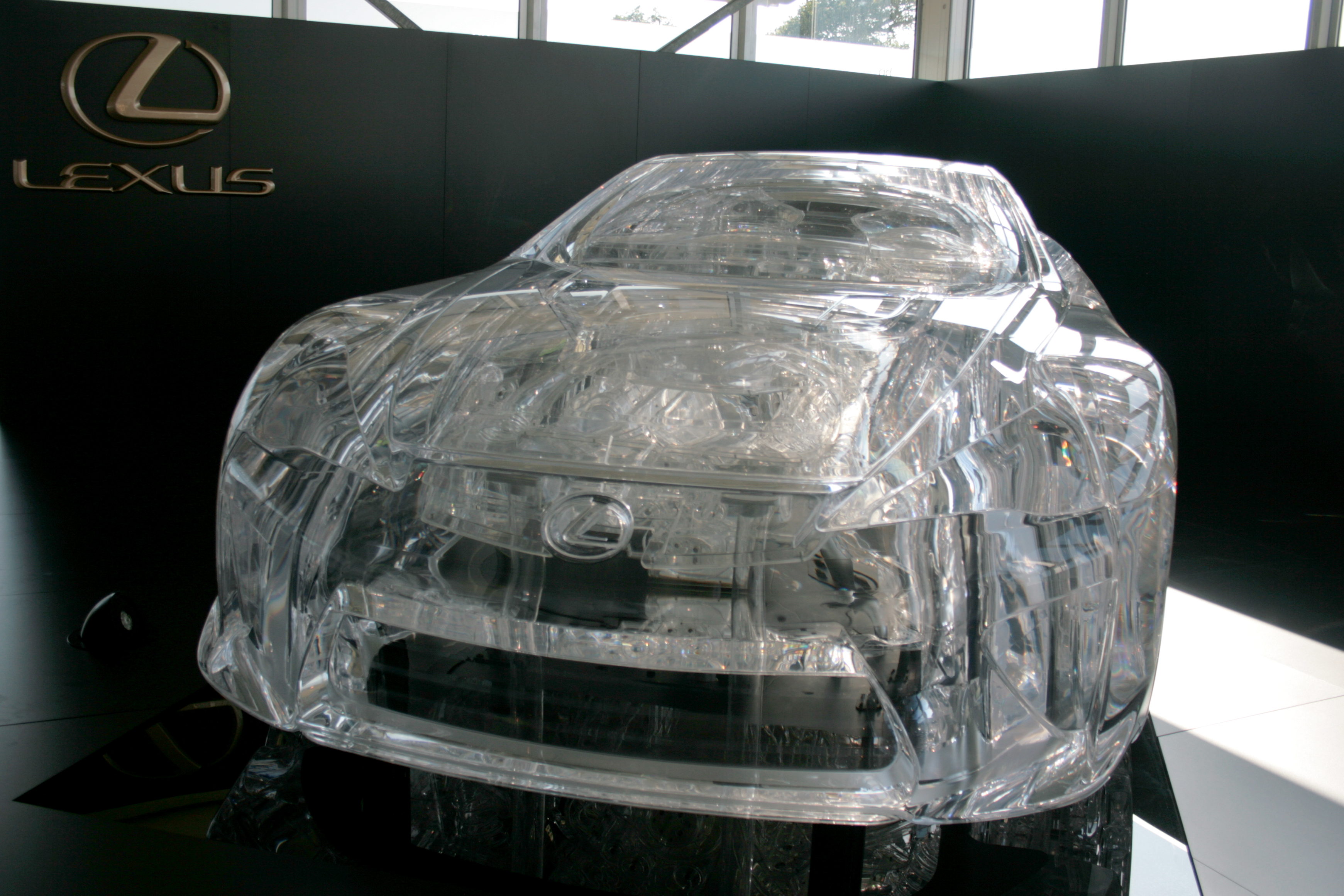

آلة إنتاج الصحون تم تصميمها على يد ليوناردو بوناني. وهي تستخدم لإنتاج الأكواب والصحون والأطباق وإعادة تدويرها إلى المواد الخام الخاصة بها عند الانتهاء من استخدامها.
لم تكن تقتصر رغبة باربارا ويتون على مجرد غسل الصحون، بل رغبت في الحصول على صحون أكثر قدرة على التحمل ويمكن التخلص منها في النهاية (Zetter 2005). وقد قامت مجموعة ذكاء الآلات الصغيرة (Counter Intelligence Group) في معمل وسائط معهد ماساتشوستس للتقنية (MIT) بصناعة آلة تقوم بذلك بالفعل، حيث تقوم بصناعة الأطباق حسب الطلب من مواد آمنة على الطعام، ثم إعادة تدويرها من أجل استخدامها في وقت لاحق (Zetter 2005).

## التشغيل
تستخدم آلة إنتاج الصحون خاصية ذاكرة تشكيل الأكريليك لتصنيع الصحون، مما يسمح بإعادة استخدامها بشكل متكرر (Torrone 2007). وتحتل الآلة نفس مساحة غسالة الصحون العادية، كما أنها تستهلك طاقة أقل. وهي تمتلك القدرة على تصنيع العديد من الصحون، وبالتالي فإنها تكون مفيدة كذلك عند استضافة الضيوف. كما تقضي آلة إنتاج الصحون كذلك على الحاجة إلى الخزائن، حيث أن كل الصحون يتم تخزينها بها في شكل أقراص مسطحة من الأكريليك. وعند الحاجة إلى صحن معين، يتم استخدام واجهة مستخدم تشبه تلك المستخدمة في الميكروويف إلى حد كبير. حيث يختار الطاهي عدد الأكواب أو الصحون أو الأطباق اللازمة، حيث يتم إخراجها له. ويمكن عمل طبق واحد خلال 90 ثانية، ويمكن أن تستوعب آلة إنتاج الصحون ما يصل إلى 150 صحنًا (Wired News 2005).
ويتم عمل الصحون من خلال عملية بسيطة بشكل نسبي. ففي البداية، تكون في شكل أقراص من الأكريليك. وعندما يختار المستخدم نوع الصحون التي يرغب في الحصول عليها، يخبر الكمبيوتر الآلة، حيث تقوم بتسخين الأكريليك للحصول على هذا الشكل المطلوب. وتبرد المواد بسرعة، وبطبيعة الحال، فإنها تكون آمنة على الطعام. وعند الانتهاء، يقوم المستخدم بكل بساطة بوضع الأطباق مرة أخرى في الآلة، حيث يتم تنفيذ إجراء عكسي لإجراء تصنيع الصحون. ويتم تسخين الأكريليك بما يصل إلى درجة حرارة 300 °ف (149 °م) تقريبًا، ثم يعاد تشكيله في شكل قرص 6-بوصة-diameter (150 مـم) مرة أخرى (Wired News 2005).

## الميزات والمساوئ
الميزة الرئيسية لآلة إنتاج الصحون هي أنها تستخدم قدرًا أقل من الطاقة من أجل تشكيل الصحون، حيث أنها يمكن أن تقوم بعمل 150 صحنًا من الأكريليك بطاقة أقل مما تحتاج إليه لعمل طبق خزف عادي واحد (Wired News 2005). ومع ذلك، فإنه نظرًا لأن الأطباق لا يتم تنظيفها بشكل كامل من خلال إعادة تشكيلها والطاقة المستخدمة لعمل الصحون بالإضافة إلى عدم معرفة قدرة الأكريليك على التحمل، فإنه لا يكون من الواضح مقدار الطاقة الذي يتم توفيره بشكل إجمالي.
وهناك العديد من العيوب التي ما زالت تخضع للتنقيح في الإصدار الأول من آلة إنتاج الصحون. وكل الصحون لها نفس التصميم حاليًا، وبالتالي فإنه لا يوجد تنوع في الصحون كما نراه حاليًا. بالإضافة إلى ذلك، لا تتكون الأكواب من نفس المواد المصنوع منها الصحون، وبالتالي توجد الكثير من المواد التي تترك وينتهي بها الحال عند أطراف الكوب، مما يجعله يبدو بشكل غريب ويصعب الشرب منه (Wired News 2005). كما أنه لم يتم التغلب على مشكلة تنظيف الصحون بشكل كامل. وبشكل طبيعي، فإن عملية التسخين المستخدمة عند إعادة الأطباق إلى شكلها الأصلي في شكل أقراص تتعامل مع قدر كبير من الأطعمة التي تترك على تلك الأطباق. ومع ذلك، فإنه قد لا يتم التخلص من الشحوم وغيرها من الأطعمة التي لا تتأثر بالحرارة. وفي واقع الأمر، يمكن أن يستقر الأمر بالشحوم داخل المواد عندما يتم تسخينها (Wired News 2005). ويمكن أن يتم تضمين آلية لغسل الصحون في الآلة، إلا أن الهدف هو الحفاظ عليها خالية من المياه للحصول على أعلى درجات الكفاءة الممكنة من الآلة (Wired News 2005).

## الاستخدامات
في المستقبل القريب، يمكن استخدام هذا الجهاز في المستشفيات والمدارس والسجون وفي أي شركات أخرى عندما تكون هناك حاجة للحصول على عدد كبير من الصحون ولا يكون الشكل عنصرًا مهمًا. فهذا الجهاز يمكنه توفير قدر كبير من الطاقة لدرجة أنه يمكن أن يصبح استثمارًا رائعًا في المدارس والمستشفيات. فيمكن للعاملين في الكافيتريا عمل الصحون في أي وقت في اليوم، ثم إعادة تدويرها بدون استخدام قدر كبير من الطاقة لغسلها.
وقد لا يكون للجهاز مستقبل كبير في المنازل، لأن الناس يحبون امتلاك الأطباق الدائمة. فالعديد من الأشخاص يقومون بتجميع الأطباق للاستمتاع بالتصميمات والأشكال الفنية لأنواع الأطباق المختلفة. فإذا تم التمكن من تصغير الجهاز والتغلب على بعض مواطن الخلل به، فقد يحتاج المستخدم المتوسط هذا الجهاز لتنفيذ الأعمال اليومية. وفي تلك الحالة، فإن هذا المستخدم لن يتخلص من الصحون الرائعة الموجودة لديه، ولكنه سيستخدم تلك الصحون في المناسبات الخاصة، بينما يستخدم الصحون معادة التدوير عندما يرغب في الحصول على وجبات سريعة، بنفس الطريقة التي يتم استخدام المنتجات الورقية بها اليوم. ويمكن أن تأخذ آلة إنتاج الصحون مكان منتجات الصحون الورقية.